# Ingå
Ingå (Fins: Inkoo) is een gemeente in het Finse landschap Uusimaa. De gemeente heeft een landoppervlakte van 349,89 km² en telt 5.384 inwoners (2022). Ingå is een tweetalige gemeente met Zweeds als meerderheidstaal (± 55%) en Fins als minderheidstaal.
Ingå ligt aan de historische Koningsweg van Turku naar Vyborg en werd in 1335 voor het eerst genoemd. In het kerkdorp Ingå, waar ongeveer de helft van de bevolking woont, bevindt zich een laatmiddeleeuwse stenen kerk.
Op 1 januari 2020 werd de Balticconnector in gebruik genomen. Deze aardgaspijpleiding loopt onder de Finse Golf naar Paldiski in het noorden van Estland. Het gas kan in beide richtingen worden getransporteerd. Finland heeft hiermee een aansluiting gekregen met de Europese aardgasnetwerk. De haven heeft sinds begin 2023 ook een gasterminal, de Inkoo LNG-terminal ontvangt vloeibaar aardgas dat wordt hervergast en in het Finse gasnetwerk gepompt.
Ingå onderhoudt jumelages met Håbo (Zweden), Nittedal (Noorwegen) en Fredensborg (Denemarken).
Askola · Espoo · Hanko · Helsinki · Hyvinkää · Ingå · Järvenpää · Karkkila · Kauniainen · Kerava · Kirkkonummi · Lapinjärvi · Lohja · Loviisa · Myrskylä · Mäntsälä · Nurmijärvi · Pornainen · Porvoo · Pukkila · Raseborg · Sipoo · Siuntio · Tuusula · Vantaa · Vihti
Voormalige gemeenten:
Bromarv · Degerby · Ekenäs · Ekenäs landskommun · Haaka · Huopalahti · Hyvinkään maalaiskunta · Karis · Karjalohja · Kulosaari · Liljendal · Lohjan kunta · Nummi · Nummi-Pusula · Oulunkylä · Pernå · Ruotsinpyhtää · Sammatti · Snappertuna · Tenala